# International Boxing Hall of Fame

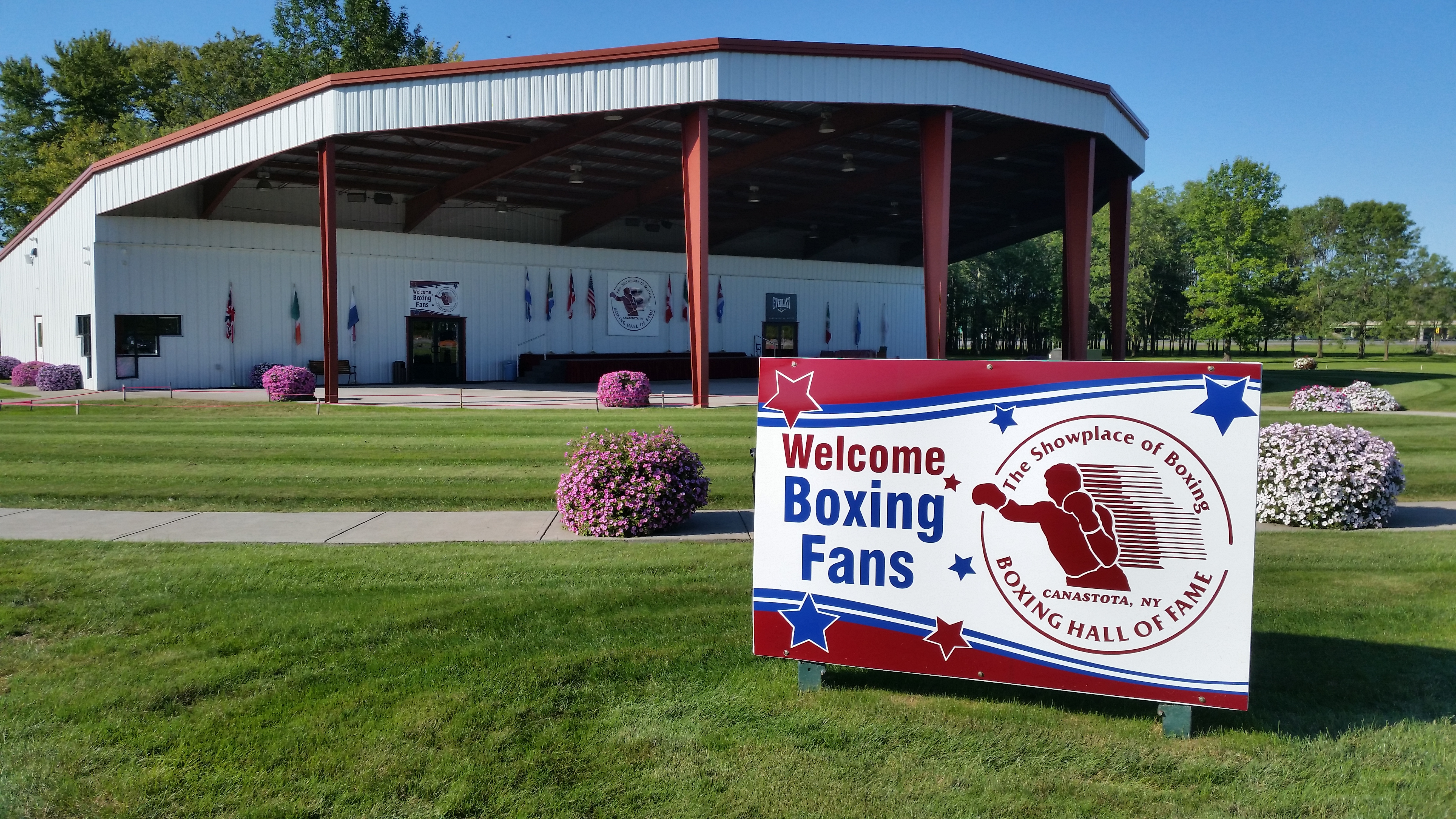
Boxing hall of fame i Canasota, New York

International Boxing Hall of Fame är en organisation och museum i staden Canastota, New York, USA, grundad år 1982 med syfte att hedra genom tiderna framstående boxare och andra som har varit värdefulla och bidragit till sporten. De som hedras är uppdelade i kategorier fastställda år 2015. Dessförinnan var det andra kategoriindelningar, som medför att exempelvis Ingemar Johansson (Ingo) som introducerades år 2002 ingår i kategorin "Modern".
Kategoriindelning från och med år 2015:
- Modern, sista matchen år 1989 eller senare
- Old-Timer, sista matchen mellan åren 1893 och 1988
- Pioneer, sista matchen år 1892 eller tidigare
- Non- Participant, personer som har haft betydelse för sporten utan att ha själva ha varit boxare eller observatörer
- Observer, tidskrifts- och mediajournalister, författare, historiker, fotografer och artister